# Les Voltigeurs de l'espace

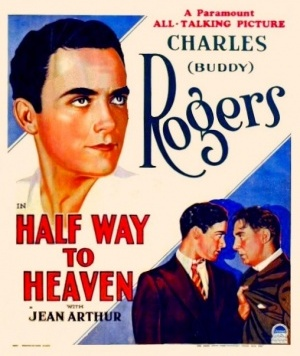
Affiche du film.

Les Voltigeurs de l'espace (Half Way to Heaven) est un film américain réalisé par George Abbott, sorti en 1929.

## Synopsis
Nick, membre d'un spectacle de trapèze volant dans un cirque, est amoureux de Greta Nelson, la fille du spectacle ; Tony, un autre membre du spectacle est son rival car Greta semble le préférer à Nick; lors d'un numéro il ne parvient pas à attraper Tony, qui meurt dans sa chute. Un nouveau venu, Ned Lee, se présente pour le remplacer. Pendant ce temps, Greta découvre que Nick a volontairement laissé tomber Tony, et, effrayée, elle cherche refuge auprès de Ned, dont elle tombe amoureuse. Greta reste dans le spectacle pour protéger Ned, et lorsque Nick, jaloux, complote pour le tuer de la même manière, Ned passe devant lui et se rattrape de façon acrobatique. Après le spectacle, une bagarre aboutit au renvoi de Nick et aux retrouvailles des amoureux.

## Fiche technique
- Réalisation : George Abbott
- Scénario : George Abbott, Gerald Geraghty d'après le roman Here Comes the Bandwagon de Henry Leyford Gates[2].
- Photographie : Alfred Gilks, Charles Lang
- Montage : William Shea
- Musique : Gene Lucas
- Genre : Romance[1]
- Production : Paramount Pictures
- Distributeur : Paramount Pictures
- Durée : 66 minutes
- Date de sortie : 14 décembre 1929

## Distribution
- Charles "Buddy" Rogers : Ned Lee
- Jean Arthur : Greta Nelson
- Paul Lukas : Nick Pogli
- Helen Ware : Madame Elsie
- Oscar Apfel : Circus Manager
- Irving Bacon : Slim
- Al Hill : Blackie
- Guy Oliver : fermier à la gare